# 细齿十大功劳
细齿十大功劳（学名：Mahonia leptodonta）为小檗科十大功劳属的植物，是中国的特有植物。分布在中国大陆的四川、云南等地，生长于海拔250米至1,500米的地区，多生在山坡林下、竹林下和草坡阴处，目前尚未由人工引种栽培。